# K2-32
K2-32とは、太陽よりわずかに小さく、質量が小さいスペクトル分類がG9型の主系列星である。4つの確認されたトランジットを起こす太陽系外惑星がK2-32の周囲を公転していることが知られている。高エネルギーのK2-32からの照射によって引き起こされた惑星K2-32bからの大気散逸の研究は、K2-32が常に非常に遅く自転していたことを示している。

## 惑星系

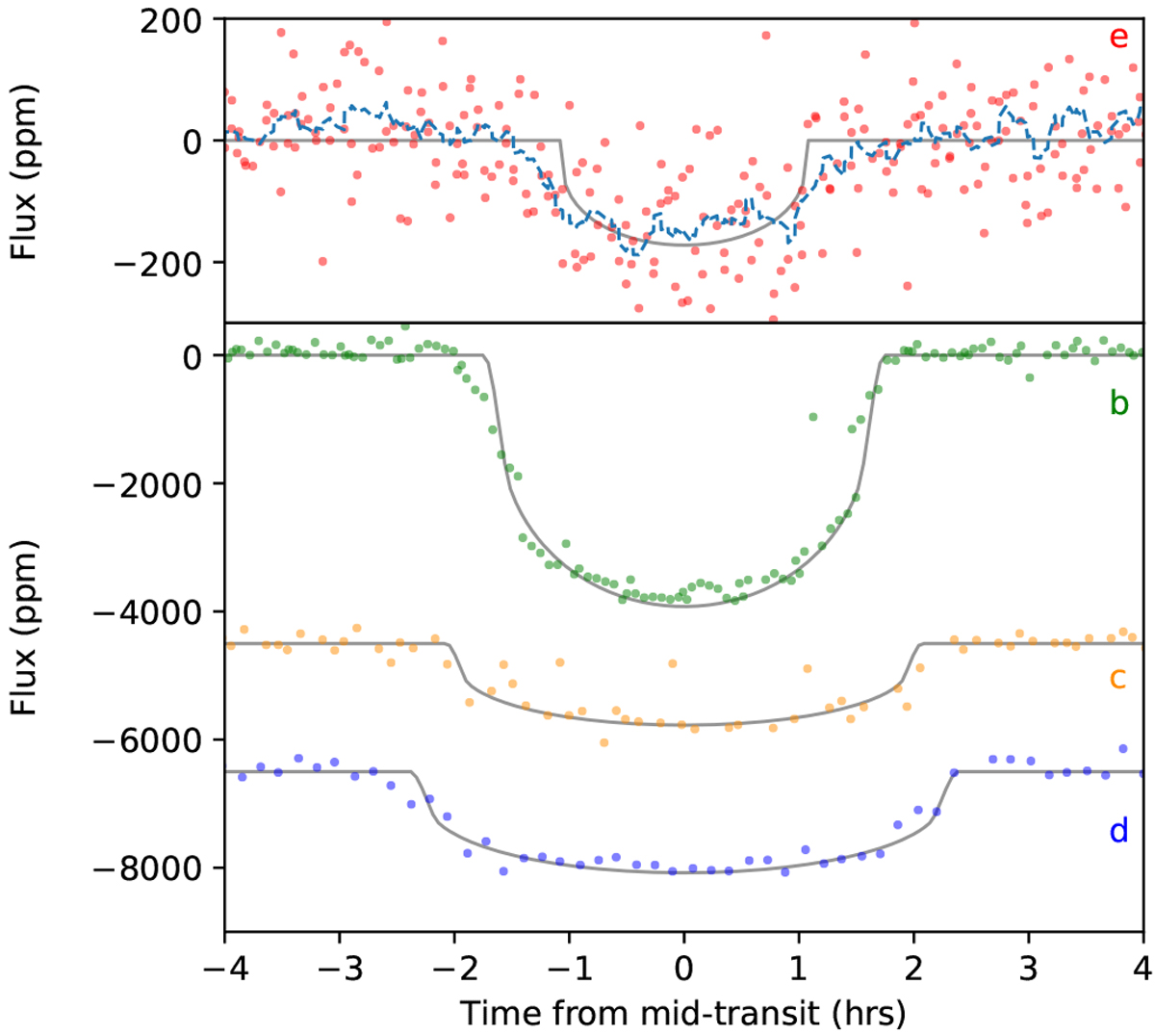
K2-32の周囲を公転している4つの惑星のトランジット光度曲線。

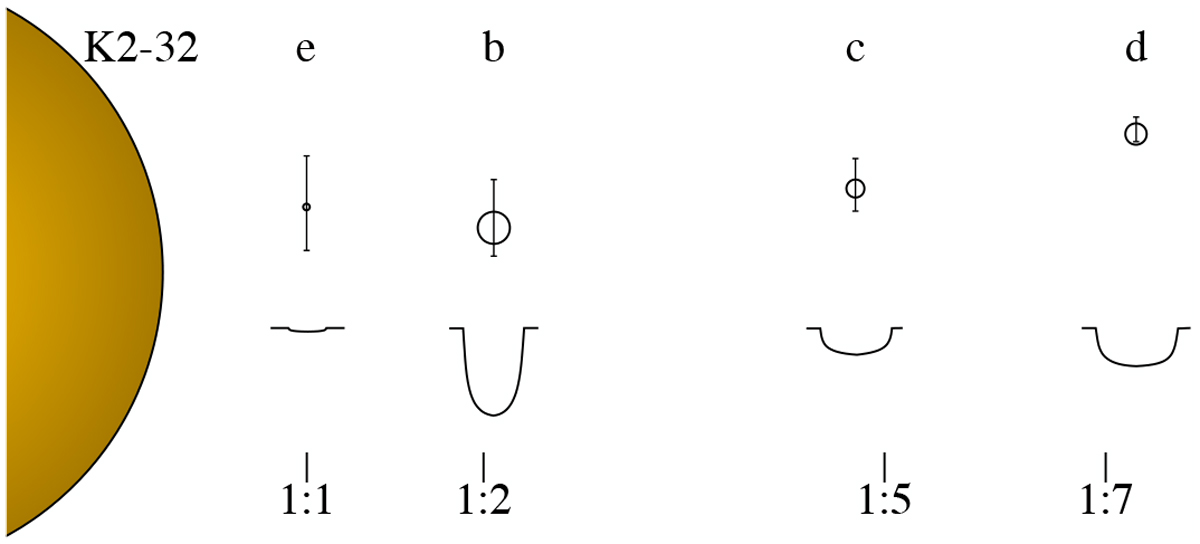
惑星の半径と軌道共鳴を示すK2-32の惑星系。

### 発見
K2-32は、2016年にAndrew Vanderburgと共同研究者によって3つのトランジットを起こす惑星候補を持っていることが最初に発見された。当時、最も内側を公転している惑星候補であった惑星bは、W・M・ケック天文台で行われたドップラー分光法を用いたフォローアップ観測でその存在が確認された。惑星cとdはSinukoffらによって確認された。補償光学イメージングやコンピュータ解析を使用して、誤検知の可能性は排除された。
地球サイズの惑星eは、2019年にRené Hellerらのチームによって発見及び確認された。

### 特徴
これらの4つの惑星の公転周期は主星に近いものからそれぞれ4.34、8.99、20.66、31.71日で、1:2:5:7の軌道共鳴の関係に非常に近い。惑星b・c・dの密度は土星と海王星の密度の間にあり、大規模な大気の存在を示唆している。地球の半径とほぼ同じ半径を持つ惑星eは、ほぼ確実に地球型惑星であるとされる。4つの惑星はすべて、0.58天文単位に位置するハビタブルゾーンの楽観的な内側の境界からでさえも内側に位置している。
| 名称 （恒星に近い順） | 質量             | 軌道長半径 （天文単位）  | 公転周期 (日)             | 軌道離心率         | 軌道傾斜角     | 半径                  |
| --------------------- | ---------------- | ------------------------ | ------------------------- | ------------------ | -------------- | --------------------- |
| e                     | 2.1+1.3 −1.1 M⊕  | 0.04899+0.00041 −0.00038 | 4.34934±0.00039           | 0.043+0.048 −0.030 | 89.0±0.7°      | 1.212+0.052 −0.046 R⊕ |
| b                     | 15.0+1.8 −1.7 M⊕ | 0.07950+0.00066 −0.00062 | 8.992±0.00008             | 0.03+0.032 −0.02   | 89.0+0.5 −0.3° | 5.299±0.191 R⊕        |
| c                     | 8.1±2.4 M⊕       | 0.13843+0.00115 −0.00108 | 20.66093+0.00080 −0.00079 | 0.049+0.046 −0.035 | 89.4+0.3 −0.2° | 2.134+0.123 −0.102 R⊕ |
| d                     | 6.7±2.5 M⊕       | 0.18422+0.00152 −0.00144 | 31.71701+0.00101 −0.00096 | 0.05+0.053 −0.035  | 89.4±0.1°      | 3.484+0.112 −0.129 R⊕ |